# Investidura presidencial de Donald Trump en 2025
La investidura de Donald Trump como el 47.º presidente de los Estados Unidos tuvo lugar el lunes 20 de enero de 2025, en la rotonda del Capitolio de los Estados Unidos en la ciudad de Washington D. C. Fue la 60.ª toma de posesión presidencial de Estados Unidos y la segunda de Trump como presidente, marcando el comienzo de su segundo y último mandato no consecutivo, el mandato de cuatro años de J. D. Vance como vicepresidente y la segunda reelección no consecutiva de un presidente estadounidense desde la segunda investidura de Grover Cleveland en 1893.

## Antecedentes
La ceremonia anterior (la investidura de Joe Biden en 2021) fue ampliamente restringida debido a crisis políticas, de salud pública, económicas y de seguridad nacional extraordinarias, incluyendo la pandemia de COVID-19 y el ataque al Capitolio del 6 de enero. Trump, quien era el presidente en ese momento, no asistió a la ceremonia de su sucesor. Debido a la pandemia, en aquella ocasión se dieron varias modificaciones en cuanto a tradiciones que para esta edición regresaron. Por ejemplo, los tradicionales bailes inaugurales fueron reemplazados por un concierto virtual en el que participaron varios artistas como Katy Perry, Ozuna, Luis Fonsi, entre otros. Tampoco se dio el tradicional té en la Casa Blanca ni el recorrido hasta el Capitolio, aunque esto último se debió principalmente a la negativa de Trump a participar.
El 1 de enero de 2025 un Tesla Cybertruck se incendia y explota afuera del Trump International Hotel Las Vegas en Paradise, Nevada, dejando 1 fallecido y 7 heridos.

## Planificación
La ceremonia de inauguración, que se celebró el tercer lunes de enero, fue el mismo día que el Día de Martin Luther King Jr., lo que marco la segunda vez que se celebra una inauguración en la misma fecha que el feriado después de la segunda investidura presidencial de Bill Clinton en 1997.
El 17 de enero, Trump anunció que la ceremonia de inauguración se trasladaría al interior debido al clima frío y fuertes vientos y se llevaría a cabo en la Rotonda del Capitolio, una novedad desde la segunda investidura presidencial de Ronald Reagan el 21 de enero de 1985.

### Comité conjunto del Congreso
En mayo de 2024, ambas cámaras del Congreso de los Estados Unidos designaron un Comité conjunto de ceremonias inaugurales para supervisar la construcción de la plataforma y otras estructuras temporales necesarias para la ceremonia y las celebraciones.
La construcción de la plataforma inaugural comenzó en septiembre de 2024.

### Seguridad y operaciones
Las agencias involucradas en la planificación de la ceremonia incluyeron a la Policía del Capitolio, el Departamento de Policía Metropolitana del Distrito de Columbia y la Policía de Parques. Veinticuatro estados ofrecieron apoyo de la Guardia Nacional para la certificación del voto electoral y las ceremonias inaugurales.
En octubre de 2024, la Policía del Capitolio de los Estados Unidos realizó una evaluación de inteligencia que concluyó que un grupo activista "con un historial de manifestaciones a gran escala que involucraban actividades ilegales planeaba protestar contra la Toma de Posesión independientemente del resultado" y que otros grupos que protestaban contra la guerra entre Israel y Hamás "casi con certeza atacarían la Toma de Posesión" independientemente del ganador en las elecciones presidenciales de Estados Unidos.

### Comité inaugural
El 9 de noviembre de 2024, Trump anunció la formación del Comité Inaugural Trump Vance, Inc., una organización 501(c)(4) dedicada a planificar eventos inaugurales. El comité será copresidido por Steve Witkoff y la exsenadora estadounidense Kelly Loeffler, viejos amigos y partidarios del presidente electo.

### Invitados
A la toma de posesión asistieron el presidente saliente, Joe Biden, la vicepresidenta saliente, Kamala Harris, los expresidentes estadounidenses Bill Clinton, George W. Bush y Barack Obama. Las ex primeras damas Hillary Clinton y Laura Bush también asistieron a la toma de posesión mientras que la ex primera dama Michelle Obama prefirió no participar.
El presidente chino, Xi Jinping, fue invitado a la ceremonia, pero en su lugar envió al vicepresidente Han Zheng como su representante especial. No se ha registrado que ningún jefe de Estado extranjero haya asistido a una inauguración presidencial en Estados Unidos; los diplomáticos generalmente representan a sus países en las inauguraciones. También asistieron el presidente de El Salvador, Nayib Bukele, el presidente argentino Javier Milei, el presidente ecuatoriano Daniel Noboa y la primera ministra italiana Giorgia Meloni. 
El expresidente brasileño Jair Bolsonaro también fue invitado, pero se le negó la solicitud de salida de Brasil. Rusia confirmó que el presidente Vladímir Putin no recibió invitación.Trump declaró que no había invitado al presidente Volodimír Zelenski a su toma de posesión, pero expresó su voluntad de darle la bienvenida si decidía asistir. Edmundo González, reconocido como presidente electo venezolano por Trump, también asistió a la ceremonia.El primer ministro húngaro,Viktor Orbán, no fue invitado, al igual que ningún otro miembro del Gobierno húngaro.
Los políticos franceses de Reconquista, Éric Zemmour y Sarah Knafo, así como la líder de Identidad-Libertades, Marion Maréchal, también asistieron a la ceremonia. El líder español de Vox y presidente del Partido Europeo Patriotas.eu, Santiago Abascal, también acudió a la ceremonia, al igual que el líder belga del Vlaams Belang, Tom Van Grieken, el líder reformista del Reino Unido, Nigel Farage, el colíder de Alternativa para Alemania, Tino Chrupalla, y el ex primer ministro polaco Mateusz Morawiecki y también los miembros del Bundestag Jan Wenzel Schmidt y Beatrix von Storch, junto con su esposo Sven von Storch, asistieron. Por otro lado, la líder de AfD, Alice Weidel y el miembro del Partido de la Libertad de Austria, Herbert Kickl, que fue invitado, no asistió a la ceremonia.
Los empresarios Elon Musk, Jeff Bezos y Mark Zuckerberg, tres de los hombres más ricos del mundo, asistieron a la inauguración. Tuvieron un papel destacado en el evento, sentados juntos en la plataforma junto a otros invitados distinguidos, incluidos los nominados al gabinete y funcionarios electos. También se informó que el CEO de TikTok, Shou Zi Chew, fue invitado a la inauguración y asistió. Tim Cook de Apple, Sundar Pichai de Alphabet, Sam Altman de OpenAI y Dara Khosrowshahi de Uber también asistieron al evento.

## Boicot
Varios miembros del Partido Demócrata en el 119.º Congreso decidieron boicotear la toma de posesión. Este boicot fue percibido como una oposición inicial a la administración entrante.
Se dieron múltiples razones para la decisión de boicotear, incluido el evento que coincidió con los eventos del Día de Martin Luther King Jr. y los recuerdos del ataque al Capitolio de los Estados Unidos del 6 de enero en 2021. A partir del 14 de diciembre de 2024, a continuación se muestra una lista de los demócratas de la Cámara de Representantes que no asistieron a la toma de posesión:
- Donald Beyer (D-VA)
- Sean Casten (D-IL)
- Judy Chu (D-CA)
- Steve Cohen (D-TN)
- Jasmine Crockett (D-TX)
- Veronica Escobar (D-TX)
- Kweisi Mfume (D-MD)
- Ilhan Omar (D-MN)
- Nancy Pelosi (D-CA)
- Delia Ramirez (D-IL)
- Deborah Ross (D-NC)
- Lateefah Simon (D-CA)
- Adam Smith (D-WA)
- Bonnie Watson Coleman (D-NJ)

## Acciones inmediatas

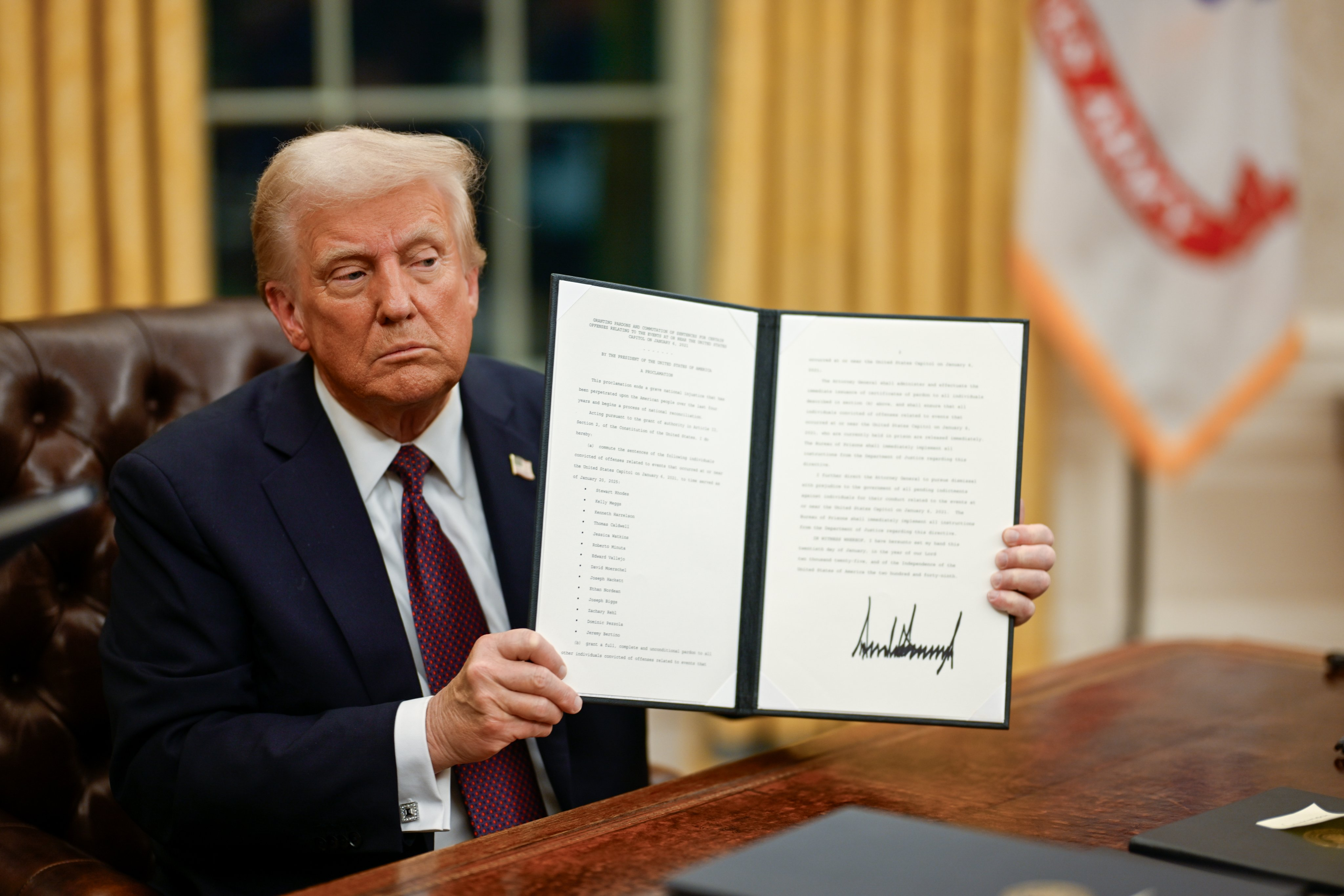
El presidente Trump después de haber firmado la orden para indultar a los condenados por el asalto al capitolio.

- Trump crea oficialmente el Departamento de Eficiencia Gubernamental (DOGE, por sus siglas en inglés) dirigido por Elon Musk con el objetivo de recortar el gasto del gobierno de los Estados Unidos.[30]
- Trump firma una orden ejecutiva para retrasar la aplicación de la ley que prohíbe TikTok en Estados Unidos durante 75 días.[31]
- Trump firma una orden ejecutiva que ordena la retirada de Estados Unidos de la Organización Mundial de la Salud.[32]
- Trump revoca la eliminación de Cuba de la lista de países patrocinadores del terrorismo ordenada por Biden.[33]
- Trump emite aproximadamente 1 500 indultos y seis conmutaciones de penas a personas acusadas en relación con el ataque al Capitolio de los Estados Unidos del 6 de enero.[34]
- Trump firma una orden ejecutiva que renombra oficialmente la parte más septentrional del Golfo de México como Golfo de América y renombra a Denali con su nombre oficial de 1917-2015, Monte McKinley.[35]